# 최대 엔트로피 마르코프 모형
최대 엔트로피 마르코프 모형(maximum-entropy Markov model, MEMM) 또는 조건부 마르코프 모형(conditional Markov model, CMM)은 순차적 명명(sequence labeling)을 위해 은닉 마르코프 모형과 최대 엔트로피 모델의 특질들을 결합한 그래프 모형이다. 최대 엔트로피 마르코프 모형은 학습해야 하는 모르는 값들에 대해 조건부 상호 독립 대신 마르코프 연쇄를 따라 서로 연결되어 있다고 가정하여 표준적인 최대 엔트로피 분류기를 확장한 변별적 분류 모델이다. 특히 형태소 분석 및 정보 추출에서 사용한다.